# Барьерные рифы
Барьерные рифы — разновидность коралловых рифов. Образуются из окаймляющих рифов в результате тектонического опускания берега. Отделены от берега лагуной глубиной от нескольких метров до нескольких десятков метров.
Располагаются у северо-восточного побережья Австралии (наиболее известен Большой Барьерный риф), у берегов Новой Каледонии, остров Фиджи и Больших Антильских. 